# 토마시 타타르
토마시 타타르(슬로바키아어: Tomáš Tatar, 1990년 12월 1일~)는 슬로바키아의 아이스하키 선수로 포지션은 레프트윙과 라이트윙이다. 현재 내셔널 하키 리그(NHL)의 뉴저지 데블스 소속으로 뛰고 있다. 슬로바키아 아이스하키 클럽인 HKM 즈볼렌에서 프로 선수 경력을 시작했으며, 이후 NHL의 디트로이트 레드윙스, 베이거스 골든 나이츠, 카나디앵 드 몽레알 소속으로 뛰었다. 
슬로바키아 국가대표팀의 일원인 그는 2014년 동계 올림픽에 출전했으며, 2012년 세계 아이스하키 선수권 대회에서 준우승을 차지했다.